# Médaille du service opérationnel
La médaille du service opérationnel (MSO) (en anglais, Operation Service Medal (OSM)) est une décoration canadienne, créée le 5 juillet 2010 par Élisabeth II pour récompenser les militaires, civils, membres des forces alliées et policiers canadiens.

## Présentation
La médaille du service opérationnel possède des rubans spécifiques selon le théâtre ou le type de service souligné.
| Ruban | Description |
| ----- | --- |
|       | Expédition (MSO-EXP) : Forme de reconnaissance flexible. Si la mission ou les tâches ne justifient pas la création d'un ruban distinct, le ruban expédition est utilisé. |
|       | Asie du Sud-Ouest (MSO-ASO) : Service autre que celui des Forces canadiennes depuis le 7 octobre 2001. |
|       | Sierra Leone (MSO-SL) : Service militaire dans ce pays depuis le 31 juillet 2002. |
|       | Haïti (MSO-H) : Service militaire dans ce pays à partir du 6 mars 2004 et équipe d'évacuation sanitaire. |
|       | Soudan (MSO-S) : Service militaire dans ce pays depuis le 15 septembre 2004 (principalement dans le cadre de la mission dirigée par l'Union africaine au Darfour du 15 septembre 2004 au 31 décembre 2007 (Opération Augural) et aux équipes de soutien direct aux opérations menées à partir de l'Éthiopie et du Sénégal. |
|       | Humanitas (MSO-HUM) : Remplace depuis le 1er août 2009 la barrette Humanitas de la médaille du service spécial afin de reconnaître les policiers et citoyens canadiens. |

## Récipiendaires
- 6 décembre 2010 : 50 remises (5 Sierra Leone, 20 Haïti, 6 Soudan, 15 Humanitas et 4 Expédition)[2],[3]